# Notylia replicata
Notylia replicata är en orkidéart som beskrevs av Heinrich Gustav Reichenbach. Notylia replicata ingår i släktet Notylia och familjen orkidéer. Inga underarter finns listade i Catalogue of Life.